# Servicio de Información del Alto Estado Mayor
Le Service d'information du haut état-major (Servicio de Información del Alto Estado Mayor-SIAEM) ou Troisième section d'information de l'état-major général est une agence de renseignement espagnole active de 1939 jusqu'en 1977 où elle devient Le Centre supérieur d'information de la Défense (CESID) (en espagnol : Centro Superior de Información de la Defensa.

## Description
Elle accomplit sa mission parallèlement au Servicio Central de Documentación (SECED).

## Personnalités
- Luis Manuel González-Mata

## Sources et bibliographie
- (es) Carlos Ruiz Miguel, El CESID : Historia de un intento de modernización de los Servidos de Inteligencia Arbor CLXXX, 709, janvier 2005, 121-150 p.